# Metro-2
Metro-2 (ros. Метро-2) – nieformalna nazwa prawdopodobnie jedynego na świecie tajnego systemu metra. Znajduje się on w Moskwie i funkcjonuje niezależnie od sieci publicznego metra. Ma kryptonim D-6 (Д-6), ale od czasu publikacji w czasopiśmie „Ogoniok” w 1992 znany jest właśnie jako Metro-2. System według dostępnych, ale nigdy nie potwierdzonych oficjalnie relacji, składa się z trzech linii przeznaczonych jedynie dla uprawnionych członków aparatu władzy, a zarządzany jest przez służby specjalne (w szczególności, według obecnego podziału zadań, przez Federalną Służbę Ochrony). Według relacji byłego mera Moskwy, Gawriiła Popowa, Metra-2 użyto w sierpniu 1991 do ewakuacji uczestników puczu moskiewskiego.

## Linia 1
Budowana w latach 1947–1967 ze stacjami: Biblioteka im. Lenina, tzw. żółty dom z wieżyczką dla dostojników państwowych na placu Smoleńskim, była rezydencja pierwszego i kolejnego prezydenta ZSRR na Wzgórzach Leninowskich, podziemne miasteczko pod osiedlem Ramieńki (połączone korytarzem z Moskiewskim Uniwersytetem Państwowym), położona nieopodal wioski olimpijskiej Akademia Federalnej Służby Bezpieczeństwa, Akademia Sztabu Generalnego, rządowy port lotniczy Wnukowo-2. Łącznie liczyła 27 km. Istnieją przesłanki, że w latach 1986–1987 przedłużono ją do wojskowych osiedli Własicha, czyli Odincowo-10 (siedziba podziemnego kompleksu dowództw), oraz Krasnoznamensk, czyli Golicyno-2 (wojskowe centrum koordynacji lotów kosmicznych).

## Linia 2
Uruchomiona w 1987 o długości 60 km, łączy Kreml z rządowym pensjonatem Bor, będącym w istocie zapasowym punktem dowodzenia Sztabu Generalnego. Według innych danych jest dłuższa – prawdopodobnie łączy też kompleks dowodzenia Woronowo (od Kremla 74 km na południe) lub poprowadzono ją jeszcze dalej, aż do kompleksu Ałaczkowo (Czechow-2).

## Linia 3
Oddana również w 1987, o długości 20 km, rozpoczyna się pod Kremlem, przebiega pod Łubianką, sztabem Obrony Przeciwlotniczej Moskiewskiego Okręgu Wojskowego przy ul. Mjaśnickiej 33, stalinowskim bunkrem nieopodal „Czerwonych Wrot” do centralnego dowództwa obrony przeciwlotniczej, zlokalizowanego w osiedlu wojskowym koło wsi Zarja w byłym powiecie bałaszychińskim.

## Linia 4
W budżecie Rosji na 1997 była przewidziana suma na budowę kolejnej linii. Miała rozpoczynać ona swój bieg w dzielnicy Smoleńskiej lub Kosygina jako odgałęzienie od pierwszej linii, a więc przebiegać pod parkiem Zwycięstwa, obsługiwać nowy bunkier obrony cywilnej przy szosie Rublewskiej 48, dom Jelcyna przy bulwarze Osennym oraz kompleks sanatoryjny w Barwisze. Nie wiadomo, czy podjęto jej realizację.

## Eksploatacja i tabor
System Metro-2 nadzorowany był najpierw przez 15 Zarząd KGB, obecnie przez Służbę Obiektów Specjalnych Głównego Zarządu Programów Specjalnych (Службa специальных объектов Главного управления специальных программ президента РФ – ГУСП). Jego podstawowym zadaniem jest utrzymywanie gotowości do ewakuacji. Tabor składa się z wyprodukowanych w latach 1972–1974 i 1986–1987 w podmoskiewskich Zakładach Produkcji Wagonów „Mietrowagonmasz” (Метровагонмаш) w Mytiszczach sześciu elektrowozów E9. Na zasilaniu akumulatorowym rozwijają one prędkość jedynie 15 km/godz. Obsługę serwisową prowadzą zajezdnie w Moskwie (Izmajłowo, Sokoł, Wychino) oraz Zakłady Remontu Jednostek Elektrycznych (ЗРЭПС) w Moskwie. Linie są jednotorowe i umożliwiają poruszanie się nimi również samochodom, zwłaszcza używanym tu mikrobusom Latvia (o napędzie akumulatorowym), produkcji łotewskich zakładów RAF. Tunele przebiegają na głębokości od 40 do 84 m i mają przekrój około 50% większy od tuneli zasadniczego metra. Wykonawcą Metra-2 były firmy A-10, obecnie znana jako Transinżstroj (Трансинжстрой), oraz Mietrostroj (Метрострой).

## Tunele drogowe
Przed II wojną światową wybudowano również dwa tunele drogowe. Jeden łączył Ministerstwo Obrony przy ul. Miaśnickiej 37 przez Kreml z daczą Stalina w Kuncewie, drugi zaś przebiegał w kierunku stacji metra Sokolniki. Podobno w ich budowie wykorzystano tunele zaprojektowane dla metra, natomiast na niektórych odcinkach w jednym obszernym wykopie wykonano dwa tunele (drogowy i metra) obok siebie lub jeden nad drugim. Podobnie czasami biegną tunele obu systemów metra.